# Liponematidae
Liponematidae é uma família de cnidários antozoários da infraordem Thenaria, subordem Nyantheae (Actiniaria).

## Géneros
- Liponema Hertwig, 1882